# Fuerte de San Miguel de Nutca
El Fuerte de San Miguel fue un fuerte militar español situado en la Cala de los Amigos, actualmente Yuquot, en la Columbia Británica en Canadá para la defensa de Santa Cruz de Nuca, siendo el primer establecimiento europeo en la Columbia Británica.

## Historia
Situado en la Cala de los Amigos, en el extremo sur de la Isla de Nutca, junto al estrecho de Nutca (en inglés, Nootka Sound). Fue originalmente construido por Esteban José Martínez en 1789 pero desmantelado en octubre de ese mismo año. Fue después reconstruido y ampliado en 1790 y entonces el estrecho de Nutca fue reocupado por Francisco de Eliza. La fortificación consistía básicamente en una batería de artillería para la defensa del puerto y de las edificaciones, del asentamiento español de Santa Cruz de Nuca, la primera colonia en la Columbia Británica.
La fortificación se asentaba cerca de la casa de Macuina, jefe de los Nuu-chah-nulth.
El 15 de mayo de 1789, Esteban José Martínez eligió el emplazamiento de su fortificación en la entrada de Friendly Cove. Los trabajos progresaron de tal modo que el 26 de mayo ya pudo instalarse la artillería, seguido de la construcción de los barracones y de un almacén de pólvora. El 24 de junio de 1789 una salva fue disparada desde el nuevo fuerte y los navíos españoles, en lo que Martínez consideró el acto de toma de posesión oficial del puerto de Nutca. El 4 de julio, los navíos estadounidenses y sus capitanes Robert Gray y John Kendrick (que habían llegado al área siete meses antes que Martínez) dispararon salvas y fuego artificiales como reconocimiento de su reciente independencia de Gran Bretaña, acompañado por salvas desde el fuerte español.: 288 
El 29 de julio de 1789 nuevas órdenes llegaron del virrey de Nueva España Manuel Antonio Flórez Maldonado indicando a Martínez a abandonar el asentamiento y volver a San Blas. La artillería del fuerte fue embarcada en la Princesa y zarparon el 30 de octubre de 1789: 295 . El fuerte fue desmantelado, pero previendo una reocupación Martínez enterró depósitos de ladrillos y cal.
El fuerte fue reconstruido un año más tarde, en 1790, por Pedro Alberni, un experimentado capitán de la Armada Española original de Tortosa que había servido a la Corona Española en la Primera Compañía Franca de Voluntarios de Cataluña junto con otros ochenta hombres del mismo origen. Navegaron a Nutca con la expedición de Francisco de Eliza. A su llegada a Nutca, Eliza estableció tres líneas de defensa: la fragata Concepción (llamada San Matías, alias "Concepción", botada en Realejo, Nicaragua, 1788, de 300 Toneladas y unos 20 cañones), los soldados a las órdenes de Alberni en tierra y en la fragata, y la reconstrucción de la batería de artillería del Fuerte de San Miguel. La construcción de la batería fue complicada. Se construyó en lo alto de una isla rocosa, alta pero pequeña. Las troneras debían ser construidas para soportar las armas. Llevó cuatro días situar ocho grandes cañones. Más tarde, otros seis cañones menores fueron también instalados. La batería sin embargo no disponía de espacio suficiente para otros ocho grandes cañones que Eliza también había traído y fueron almacenados en la orilla.
Los voluntarios catalanes dejaron el fuerte en 1792. En 1795 fue finalmente abandonado bajo los términos de la tercera Convención de Nutca. Antes de la llegada de los españoles el lugar había sido el asentamiento Mowachaht de verano de Yuquot. Fue reocupado por los Mowachaht bajo el mandato del Jefe Macuina. Los restos del puesto español, incluyendo el huerto de la cocina, eran aún visibles cuando John R. Jewitt, un prisionero inglés de Macuina, vivió allí entre 1803 y 1805.
En 1923 los restos arqueológicos fueron protegidos, catalogados dentro del Sitio Histórico Canadiense de Yuquot.